# Villarrica (Paraguay)
Villarrica ist eine Universitätsstadt sowie ein Luftkurort im Zentrum des südlichen Paraguay und hat rund 66.000 Einwohner (Berechnung 2015). Sie ist die Hauptstadt des Departamento Guairá und liegt 140 km ostsüdöstlich von Asunción. Der nahegelegene gebirgige Ybytyruzu Nationalpark ist für Touristen attraktiv.

## Geografie
Villarrica grenzt im Norden an Yataity del Guairá und Mbocayaty del Guairá, im Westen an Félix Pérez Cardozo und Itapé, in östlicher Richtung an Colonia Independencia und General Eugenio A. Garay, und im Süden an San Salvador und Borja. 
Durch die Stadt verläuft die Fernstraße Ruta 8 von Coronel Bogado (194 km) nach Bella Vist Norte (394 km). Nördlich der Stadt biegt von dieser die Ruta 10 Richtung Paraguarí (81 km) ab.

## Geschichte
Ursprünglich wurde die Stadt am 14. Mai 1570 unter dem Namen Villa Rica del Espíritu Santo von dem Konquistadoren Ruy Díaz de Melgarejo am Ufer des  Río Paraná gegründet und erst 1682 an den jetzigen Ort umgesiedelt, danach wanderte der Standort der Legende nach siebenmal auf verschiedene Hügel. Diese sieben Hügel zusammen ergeben das heutige Stadtgebiet. In der späten Kolonialzeit blühte die Stadt auf und war Asunción an Bedeutung nahezu ebenbürtig, bis sie im Tripel-Allianz-Krieg fast völlig zerstört wurde. 1889 wurde sie durch die paraguayische Eisenbahnlinie mit Asunción verbunden.

## Klimatabelle
|                       | Jan  | Feb  | Mär  | Apr  | Mai  | Jun  | Jul  | Aug  | Sep  | Okt  | Nov  | Dez  |   |      |
| Mittl. Tagesmax. (°C) | 32,3 | 31,9 | 30,8 | 27,8 | 25,0 | 22,8 | 23,3 | 24,6 | 25,8 | 28,5 | 30,1 | 31,7 | ⌀ | 27,9 |
| Mittl. Tagesmin. (°C) | 21,0 | 20,9 | 19,7 | 16,8 | 14,1 | 12,1 | 12,3 | 13,2 | 14,5 | 16,6 | 18,3 | 20,1 | ⌀ | 16,6 |
|                       |      |      |      |      |      |      |      |      |      |      |      |      |   |      |
| Niederschlag (mm)     | 185  | 124  | 155  | 170  | 131  | 116  | 67   | 105  | 111  | 155  | 172  | 146  | Σ | 1637 |
|                       |      |      |      |      |      |      |      |      |      |      |      |      |   |      |
| Luftfeuchtigkeit (%)  | 72   | 75   | 76   | 78   | 79   | 78   | 74   | 72   | 71   | 71   | 70   | 70   | ⌀ | 73,8 |

| 21,0 |

| 20,9 |

| 19,7 |

| 16,8 |

| 14,1 |

| 12,1 |

| 12,3 |

| 13,2 |

| 14,5 |

| 16,6 |

| 18,3 |

| 20,1 |

| 21,0 |

| 20,9 |

| 19,7 |

| 16,8 |

| 14,1 |

| 12,1 |

| 12,3 |

| 13,2 |

| 14,5 |

| 16,6 |

| 18,3 |

| 20,1 |

## Wirtschaft
In Villarrica gibt es Zuckerfabriken, Mühlen, Sägewerke, Gerbereien, Brennereien und Schuhfabriken. Ausgeführt werden u. a. Mate-Tee, Tabak, Baumwolle, Zuckerrohr und Orangen.

## Bildung
Villarrica ist der Hauptsitz der Universidad Nacional de Villarrica del Espíritu Santo – UNVES. Außerdem gibt es in der Stadt Filialen weiterer Universitäten:
- Universidad Católica Nuestra Señora de la Asunción – UC
- Universidad Técnica de Comercialización y Desarrollo – UTCD
- Universidad Politécnica y Artística del Paraguay – UPAP
- Universidad del Norte – UniNorte

## Religion und Kultur
Villarrica ist ein kulturelles Zentrum. Die Stadt ist Sitz des römisch-katholischen Bistums Villarrica del Espíritu Santo und hat eine große Kathedrale, die viele Pilger anzieht. Sie verfügt über ein städtisches Theater, ein Stadtmuseum, ein Kammerorchester und eine städtische Tanzschule. Aus Villarrica stammen der erste Dichter Paraguays, Natalicio Talavera, sowie die erste zukünftige Heilige des Landes, María Guggiari Echeverría.

## In Villarrica geboren
- Natalicio Talavera (1839–1867), erster Dichter Paraguays
- Juan Natalicio González (1897–1966), paraguayischer Schriftsteller, Diplomat und Politiker
- María Guggiari Echeverría (1925–1959), katholische Ordensfrau (Unbeschuhte Karmelitin), Seligsprechung am 23. Juni 2018
- Edelmiro Arévalo (1929–2008), Fußballspieler
- Edmundo Ponziano Valenzuela Mellid (* 1944), Ordensgeistlicher und römisch-katholischer Erzbischof von Asunción
- Eladio Vera (* 1948), Fußballspieler
- Carlos González Espínola (* 1993), Fußballspieler